# Лавель, Джеймс
Джеймс Лаве́ль (англ. James Lavelle; 22 февраля 1974, Оксфорд, Англия) — британский музыкант, продюсер и диджей, основатель проекта UNKLE и лейбла Mo'Wax.
Джеймс Лавель выступал в Москве (2003, 2006, 2010, 2014), Санкт-Петербурге (2004, 2010, 2014), Екатеринбурге (2010, 2019), Минске (2009) и Самаре (2012).

## Дискография

### Альбомы
1. «Psyence Fiction» (в составе U.N.K.L.E.) (1998)
2. «Fabriclive.01» (2001)
3. «Do Androids Dream Of Electric Beats» (как Unklesounds) (2002)
4. «Global Underground: Barcelona» (2002)
5. «Never, Never, Land» (в составе U.N.K.L.E.) (2003)
6. «Global Underground: Romania» (2004)
7. «Where Did the Night Fall: Another Night Out» (2010)
8. «The Answer EP» (2010)
9. «Global Underground: Naples» (2015)
10. «The Road, Pt. 1» (2017)
11. «The Road: Part II / Lost Highway» (2019)

### Синглы
1. «Ape Shall Never Kill Ape»
2. «Be There» (featuring Ian Brown)
3. «Last Orgy 3»
4. «Rabbit In Your Headlights» (featuring Thom Yorke)
5. «Rock On»
6. «Narco Tourists» (Slam vs U.N.K.L.E.)
7. «Eye For An Eye»
8. «In A State»
9. «What You Are»
10. «Reign» (featuring Ian Brown)